# نقش تل سيران

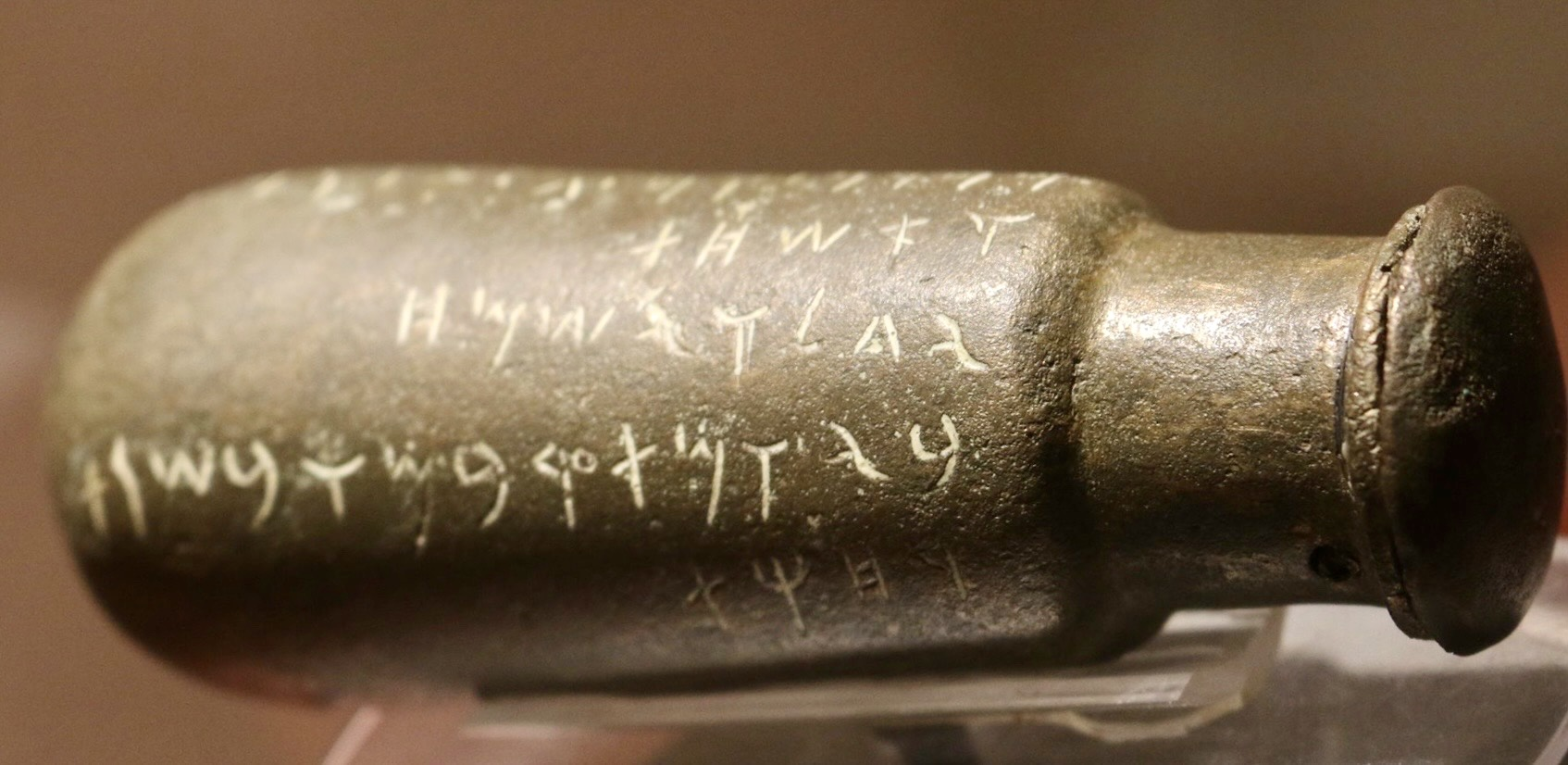
زجاجة تل سيران في متحف الآثار الأردني

نقش تل سيران (بالإنجليزية: Tel Siran inscription) هو نقش موجود على زجاجة برونزية (أو " سيتولا ") وجدت في تل سيران في حرم الجامعة الأردنية في عمان. نُشرت لأول مرة في 27 أبريل 1972. ويعتبر أول نقش كامل باللغة العمونية. الزجاجة البرونزية موجودة الآن في متحف الآثار الأردني. ويعرف باسم KAI 308.

## الوصف
يبلغ طول الزجاجة البرونزية المحفوظة بشكل جيد جدا حوالي عشرة سنتيمترات، وتزن حوالي 280 غرام. النقش الواضح مقروء على الخارج. ويشير السياق الأثري إلى أن الزجاجة كانت قيد الاستخدام حتى العصر المملوكي. يُعتقد أن الزجاجة قد تم تصنيعها في فترة العصر الحديدي الثاني، مما يشير إلى استخدامها لمدة 2000 عام.
كانت محتويات الزجاجة عبارة عن بذور الشعير والقمح والعشب، بالإضافة إلى بقايا معدنية غير قابلة للتحديد. أظهر تحليل تأريخ بالكربون المشع C14 أن المحتوى يعود إلى حوالي 460 قبل الميلاد.

## النقش
يتكون النقش من ثمانية أسطر من النص المقروء. تم تثبيتها في الاتجاه من فتحة الزجاجة إلى أسفلها. يبرز السطر الرابع في هذه الأرضية، بينما يحتوي السطر الخامس على كلمة واحدة فقط. وقد تمت ترجمته على النحو التالي:
| سطور النقش | النص الاصلي (أبجدية فينيقية) | الترجمة الحرفية       | الترجمة الانجليزية                                   |
| ---------- | ---------------------------- | --------------------- | ---------------------------------------------------- |
| سطر1       | 𐤌𐤏𐤁𐤃 𐤏𐤌𐤍𐤃𐤁 𐤌𐤋𐤊 𐤁𐤍 𐤏𐤌𐤍        | mʿbd ʿmndb mlk bn ʿmn | The achievement of Amminadab, king of the Ammonites, |
| سطر2       | 𐤁𐤍 𐤄𐤑𐤋𐤀𐤋 𐤌𐤋𐤊 𐤁𐤍 𐤏𐤌𐤍          | bn hṣlʾl mlk bn ʿmn   | the son of Hiṣṣalʾel, king of the Ammonites,         |
| سطر3       | 𐤁𐤍 𐤏𐤌𐤍𐤃𐤁 𐤌𐤋𐤊 𐤁𐤍 𐤏𐤌𐤍          | bn ʿmndb mlk bn ʿmn   | the son of Amminadab, king of the Ammonites;         |
| سطر4       | 𐤄𐤊𐤓𐤌 𐤅𐤄 𐤂𐤍𐤕 𐤅𐤄𐤀𐤕𐤇𐤓           | hkrm wh gnt whʾtḥr    | the vineyard and the gardens and the pools           |
| سطر5       | 𐤅𐤀𐤔𐤇𐤕                        | wʾšḥt                 | and the cisterns                                     |
| سطر6       | 𐤉𐤂𐤋 𐤅𐤉𐤔𐤌𐤇                    | ygl wyšmḥ             | May he rejoice and be happy                          |
| سطر7       | 𐤁𐤉𐤅𐤌𐤕 𐤓𐤁𐤌 𐤅𐤁𐤔𐤍𐤕              | bywmt rbm wbšnt       | for many days and for years                          |
| سطر8       | 𐤓𐤇𐤒𐤕                         | rḥqt                  | to come                                              |

أشار ف. زيادين وهـ. أ. تومسون، المحرران الأوليان، إلى النص باعتباره نص آرامي وقاما بتأريخ النقش من الناحية القديمة إلى النصف الأول من القرن السابع قبل الميلاد.  من ناحية أخرى، يرى FM Cross أن النقش هو المرحلة الأخيرة من تطور اللغة العمونية ويرجع تاريخها إلى حوالي 600 قبل الميلاد لأسباب تتعلق بالخطوط القديمة.